# 樂購仕
樂購仕（日语：ラオックス株式会社）是日本一家連鎖免稅店，也是日本规模最大的综合免税店，為苏宁集团的旗下子公司之一。

## 歷史
樂購仕的歷史可以追溯到谷口正治於1930年創立的電器商店。1976年9月，樂購仕（日语：ラオックス株式会社）正式成立。1999年12月，樂購仕在東京證券交易所上市。2009年6月，苏宁集團收购乐购仕。原本樂購仕是日本一家电器量贩店。蘇寧收購後樂購仕轉型為游客免税店。2011年11月，乐购仕在中国开店。

## 外部鏈接
- 官方网站：日本語、英語、中国語（繁体）、中国語（簡体）、タイ語、朝鮮・韓国語
  - ラオックス楽天市場店 （页面存档备份，存于）
  - アソビットシティ楽天市場店 （页面存档备份，存于）
  - 神田無線電機株式会社 （页面存档备份，存于）

- 井門グループ （页面存档备份，存于） - 元・提携会社。